# Спейк (Зевенар)
Спейк (нід. Spijk) — село в нідерландській провінції Гелдерланд. Входить до муніципалітету Зевенар. Перша згадка про населений пункт датується 908-им роком.

## Історія
Вперше село згадується у 908 році як Herispich, що означає «мис або пана, або війська». Спайк перетворився на довге село з дамбою вздовж Рейну. Вежа голландської реформатської церкви датується приблизно 1250 роком і була розширена 1500 року. Будівля церкви датується приблизно 1500 роком. Вона була відреставрована між 1965 і 1969 рр. У 1840 році у Спійку проживало 126 осіб. У 1914 році в селі було збудовано римо-католицьку церкву.

## Галерея

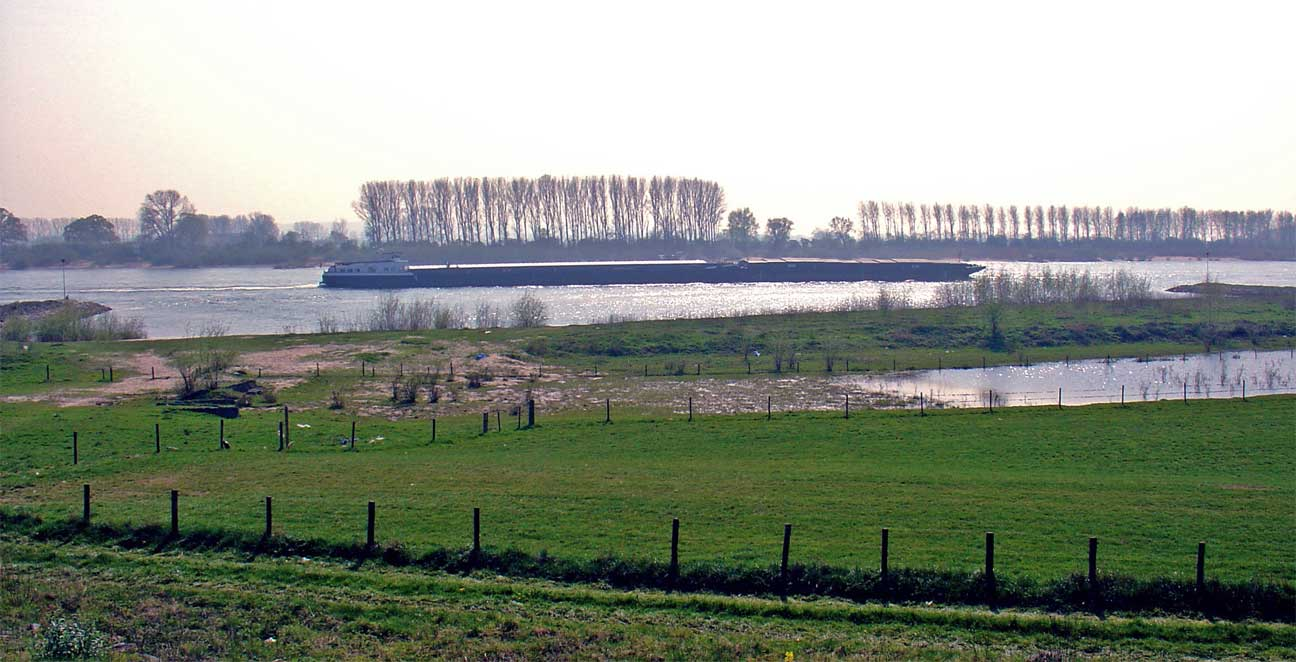
Течія Рейна поблизу Спейка
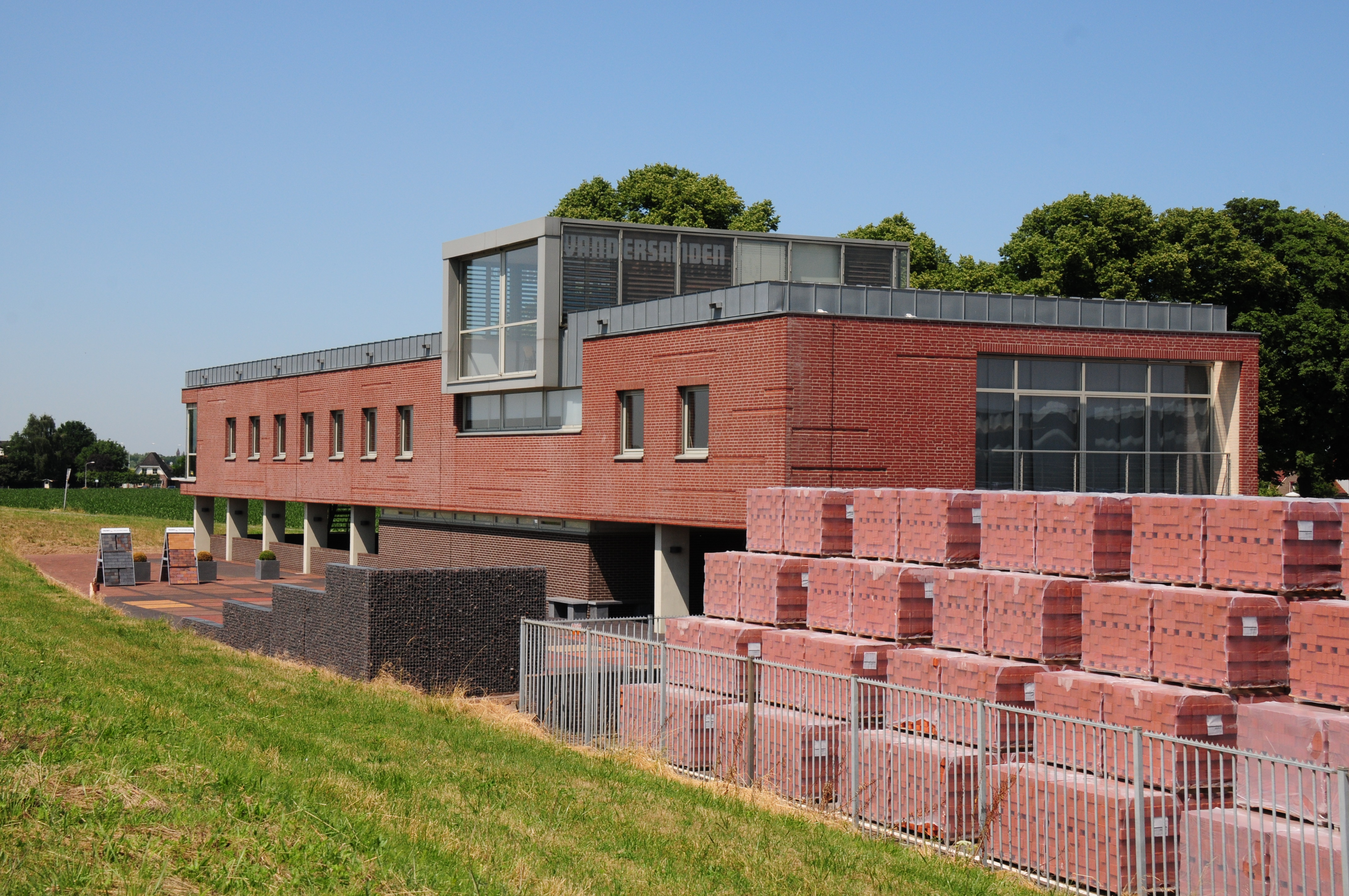
Цегляний завод
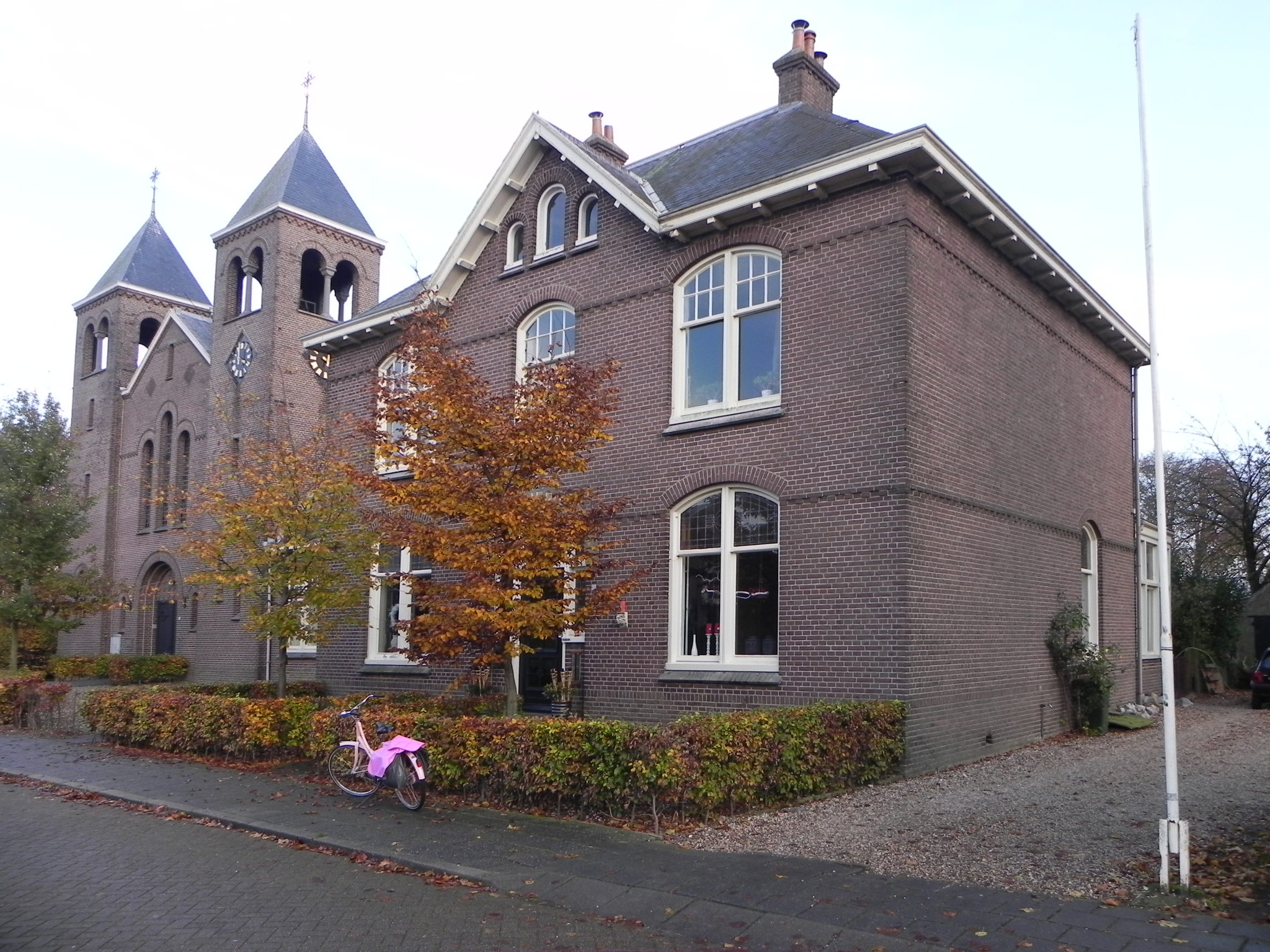
Будинок причту
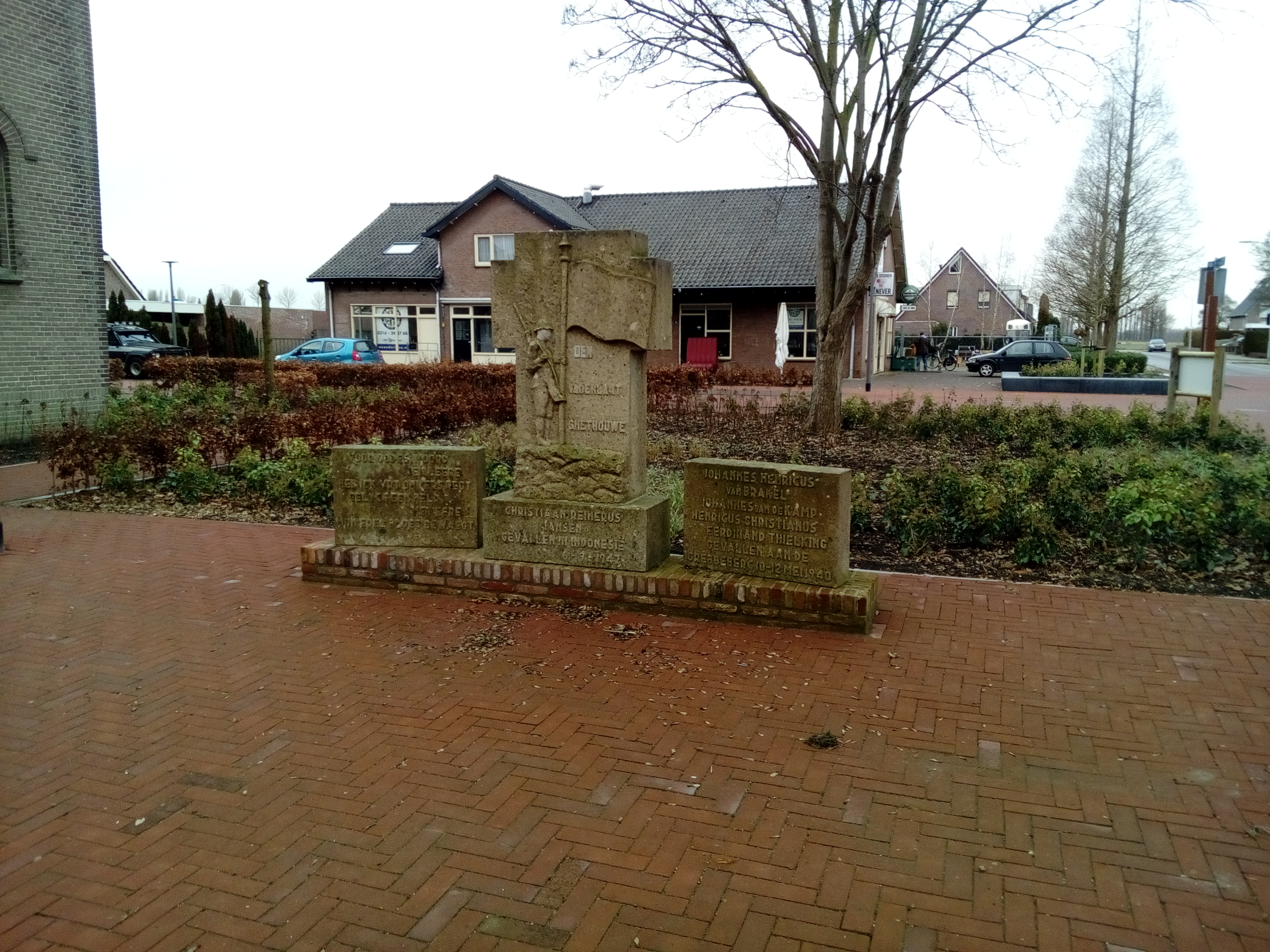
Монумент жертвам Другої світової війни